# 肖蒙区
肖蒙区（法語：arrondissement de Chaumont）是法国上马恩省所辖的一个区。总面积2476.3平方公里，总人口63056，人口密度25人/平方公里（2018年）。主要城镇为肖蒙。

## 辖区
肖蒙区辖有158个市镇。